# Manduca huascara
Manduca huascara, là một loài bướm đêm thuộc họ Sphingidae. M. huascara, gặp ở Colombia.